# Страх (фильм, 1986)
«Страх»— советский фильм 1986 года режиссёра Гунара Цилинского, экранизация одноимённого романа Владимира Кайякса.

## Сюжет
Пролог: Весна 1955 года, Латвия. Председатель колхоза просит крестьянина Петертале переехать в новый дом, освободив старый дом, даже не подозревая о тайне этого старого дома, когда-то произошедших в его стенах трагических событиях, и десяти годах страха его хозяина…
Весна 1945 года, последние дни Великой Отечественной войны. В затерянной в лесах сельской усадьбе латышского крестьянина Петертале тихо идёт жизнь, но эта изолированность от внешнего мира только видимость — в этих местах кипит Курляндский котёл, и исход войны уже не вызывает сомнения, а ведь Карлис — сын Петертале, служит немцам… В это время дочь Петертале Алда находит и укрывает в доме раненого советского парашютиста, и отец доволен — ему будет чем оправдаться, когда вернётся Красная Армия. Внезапно появляется Карлис и сообщает, что в село идут немцы. В припадке страха Петертале с сыном убивают раненого и замуровывают труп в печь. Алда сходит с ума, а над домом на долгие годы повисает угроза разоблачения и ожидание часа возмездия.

## В ролях
- Эдуардс Павулс — Петертале
- Андрис Берзиньш — Вилнис
- Зане Янчевска — Алда
- Иварс Браковскис — Карлис
- Айгарс Вилимс — Иевайнотайс
- Олга Дреге — Милда
- Улдис Думпис — Роде, начальник волостной полиции
- Валдемарс Зандбергс — лесник
- Карлис Зушманис — бригадир

В эпизодах: Леонидс Грабовскис, Рихард Рудакс, Даце Эверса и другие.

## Литературная основа
Фильм снят по роману «Страх» латышского писателя Владимира Кайякса, автор романа сам выступил автором сценария фильма. Роман написан в 1975 году, в виде отдельной книги вышел в 1976 году в издательстве «Tilta», а в 1977 году в издательстве «Liesma». Как отметила критика, он очень точно передаёт психологию крестьянина, пытающегося остаться сторонним наблюдателем во время войны, при этом в этом произведении прочно соединяются различные, как бы несовместимые друг с другом художественные принципы, что порождает своеобразную структуру произведения:

С каждой страницей нарастает ощущение тяжёлой тайны, страха, даже ужаса. Переживания героев нагнетаются до границ возможного. Но это, почти романтическое нагнетание основывается на строго реальной, конкретно-социальной ситуации. Война с безжалостной тщательностью ломает и уничтожает людей, семьи — как физически, так и духовно.— 

## Критика
Работа оператора Микса Звирбулиса в этом фильме по-настоящему взволновала и удивила своей способностью неожиданно глубоко запечатлевать внутренний мир человека и воплотить пережитое, живописно безупречно, единым настроением потока грусти на рисунке. С особой нежностью, любовью и творческой изобретательностью на экране отражается испытывание Алдой (З. Янчевска) жестоких переживаний, серьёзно травмирующих психику. Здесь нет ничего самоцельного или формального для эффекта подобрать ракурс, неизведанные эмоции воплотились так органично и естественно в движении и ритме камеры.Оригинальный текст (латыш.)Operatora Mika Zvirbuļa darbs šai filmā patiesi saviļņoja un pārsteidza ar savu spēju negaidīti dziļi tvert cilvēka iekšējo pasauli un iemiesot izjustā, gleznieciski nevainojamā , vienotas noskaņu plūsmas apdvestā attēlā. Ar sevišķu saudzību, mīlestību un radošu izdomu ekrānā atspoguļota Pētertāles meitas Aldas (Z . Jančevska) nežēlīgu pārdzīvojumu nopietni traumētā psihe. Te nav nekā pašmērķīga, nekādu vienīgi formāla efekta dēļ piemeklētu rakursu, nedz uzspēlētu emociju kameras kustībā un ritmā , filmēts tik organiski un dabiski.— Silvija Līce — Vin̦i veidoja latviešu mākslas filmu vizuālo tēlu. — Zinātne, 1995. — 201 с. — стр. 72

## Награды
- Большой Кристап в номинации «Лучшая актриса» исполнительнице роли Алды актрисе Зане Янчевской.
- Большой Кристап в номинации «Лучшая роль второго плана» актёру Валдемарсу Зандбергсу.